# Overthorpe
Overthorpe is een civil parish in het bestuurlijke gebied South Northamptonshire, in het Engelse graafschap Northamptonshire met 235 inwoners.